# غاز ليوبولداو

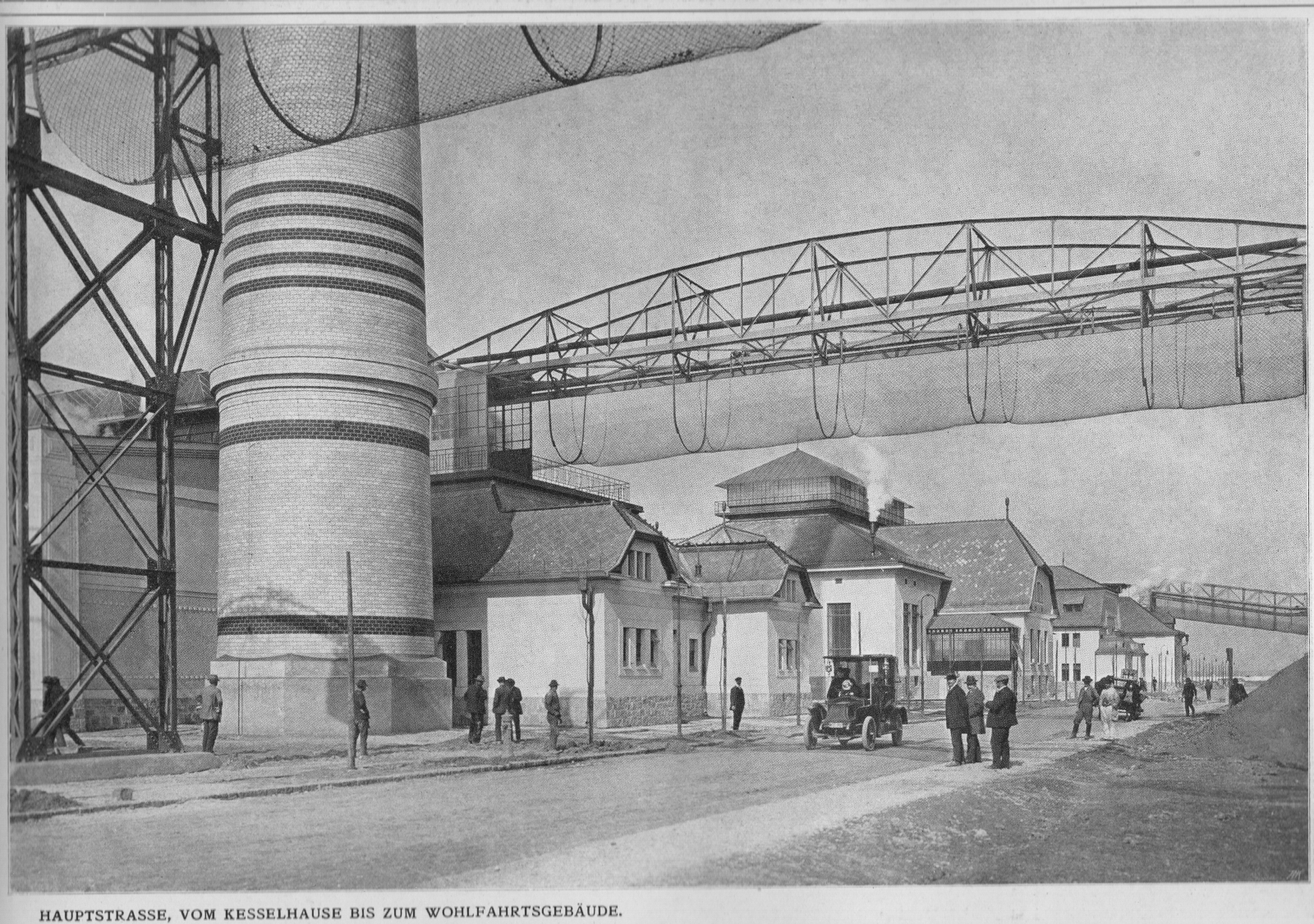
الشارع الرئيسي ، من كيسلهاوس إلى فولف هارت غيبويدي ، حوالي عام 1911

غاز ليوبولداو كانت في منطقة فلوريدسدورف احد أحياء مدينة فيينا عاصمة النمسا ، في القرن الحادي والعشرين كانت واحدة من اثنين من مصانع الغاز البلدية لإنتاج غاز للمدينة من الفحم ، جنبًا إلى جنب مع أعمال الغاز سيمرينغ .